# San José Naranjal
San José Naranjal är en ort i Mexiko.   Den ligger i kommunen Tlachichilco och delstaten Veracruz, i den sydöstra delen av landet, 160 km nordost om huvudstaden Mexico City. San José Naranjal ligger 1 118 meter över havet och antalet invånare är 299.
Terrängen runt San José Naranjal är kuperad åt nordost, men åt sydväst är den bergig. San José Naranjal ligger uppe på en höjd. Runt San José Naranjal är det ganska glesbefolkat, med 38 invånare per kvadratkilometer. Närmaste större samhälle är Tlachichilco, 6,9 km norr om San José Naranjal. Omgivningarna runt San José Naranjal är en mosaik av jordbruksmark och naturlig växtlighet.